# Martin Rosenius

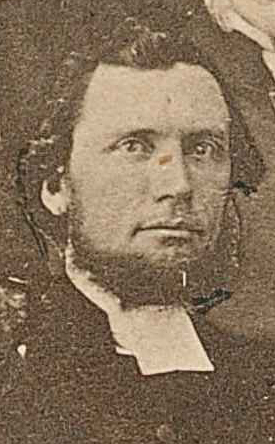
Martin Rosenius. Detalj ur fotocollage från 1868.

Martin Gabriel Rosenius, född 1825 i Neder-Kalix, död den 16 april 1901, var en svensk teolog, bror till Carl Olof Rosenius, far till Paul Rosenius.
Rosenius blev student vid Uppsala universitet 1845, filosofie magister 1854, docent i gamla testamentets exegetik 1856, lektor vid Göteborgs högre elementarläroverk 1860, teologie adjunkt vid Lunds universitet 1867 och e.o. professor i exegetik där 1882. Han blev teologie doktor vid jubelfesten i Uppsala 1877.
Bland Rosenius många teologiska arbeten kan nämnas De apostoliska fädernas lära om Kristi gudom (1863), Inledningsvetenskapen till den heliga skrift (1872; 2:a upplagan 1878), Kommentar till profeten Mika (1876) och Det Nya testamentet med förklaringar - Mattei evangelium (1888).